# Inés Arrondo
 Inés Arrondo (Mar del Plata, 28. studenog 1977.) je argentinska hokejašica na travi. Igra na položaju napadačice.
Svojim igrama izborila je mjesto u argentinskom izabranom sastavu.
Po stanju od 3. studenoga 2009., igra za klub Saint Catherine's.

## Uspjesi
Osvajačica je srebrnog odličja na OI 2000. i brončanog odličja na OI 2004. u Ateni.